# Матики
Мотики (біл. вёска Матыкі) — село в складі Мядельського району Мінської області, Білорусь. Село підпорядковане Будславській сільській раді, розташоване в північній частині області.

## Історія
З 1793 після другого розділу Речі Посполитої Мотики, як і вся Вілейщина, входила до складу Російської імперії, був утворений Вілейський повіт у складі спочатку Мінської губернії, а з 1843 - Віленської губернії.
У 1921–1945 роках село знаходилось у Польщі, у Вільнюськім воєводстві, Вілейського повіту, у гміні Крывічы.

## Населення
- 1866 рік — 143 людини, 16 будинків[2]
- 1921 рік — 218 людини, 41 будинків[3]
- 1931 рік — 264 людини, 48 будинків[4].